# Новогвинейски бандикут
Новогвинейският бандикут (Peroryctes raffrayana) е вид бозайник от семейство Бандикути (Peramelidae).

## Разпространение и местообитание
Разпространен е в Индонезия и Папуа Нова Гвинея.